# Municipio de Radnor (Pensilvania)
El municipio de Radnor (en inglés: Radnor Township) es un municipio ubicado en el condado de Delaware en el estado estadounidense de Pensilvania. En el año 2000 tenía una población de 30.878 habitantes y una densidad poblacional de 866.5 personas por km².

## Geografía
El municipio de Radnor se encuentra ubicado en las coordenadas 39°59′00″N 75°21′59″O / 39.98333, -75.36639.

## Demografía
Según la Oficina del Censo en 2000 los ingresos medios por hogar en la localidad eran de $86,812 y los ingresos medios por familia eran de $113,601. Los hombres tenían unos ingresos medios de $71,308 frente a los $42,652 para las mujeres. La renta per cápita de la localidad era de $39,813. Alrededor del 6,7% de la población estaba por debajo del umbral de pobreza.